# Indian Reorganization Act
Der Indian Reorganization Act (IRA) war ein am 18. Juni 1934 erlassenes US-Gesetz, welches die Indianer eigenständiger leben lassen sollte.

## Zweck
Zwischen  1887 und 1933 wollten die USA mit dem General Allotment Act die Indianer assimilieren. Gegen Ende der 1920er-Jahre kristallisierte sich das Scheitern der Assimilationspolitik immer deutlicher heraus. Man sah ein, dass der General Allotment Act nur zu Armut und Depression, nicht aber zu einer Integrierung in die angloamerikanische Lebensweise geführt hatte. Um die volle Tragweite des Versagens der Assimilationspolitik herausfinden zu können, gab die Regierung, vertreten durch das Bureau of Indian Affairs (BIA), eine Studie in Auftrag, welche die Situation der Reservatsindianer unter die Lupe nehmen sollte. 1928 erschien diese unter Meriam-Report bekannte Studie. Viele Amerikaner zeigten sich schockiert über deren Inhalt. Laut dieser Studie lebten die meisten Indianer in Armut. Ihre Behausungen und sanitären Anlagen waren erschreckend, ihre Gesundheit beängstigend. Die Ausbildung in den Boarding Schools wurde als maßlos unzureichend taxiert. Die Indianer seien im Allgemeinen unglücklich und ohne jegliche Hoffnung. Der Bericht sprach Klartext und führte diese triste Situation auf die Assimilationspolitik der letzten Jahrzehnte zurück. Obwohl durch das BIA in Auftrag gegeben, kritisierte der Meriam-Report insbesondere deren Vorgehen. Das BIA würde sich hauptsächlich für den Besitz der Indianer anstatt für die Indianer selbst interessieren. Als Treuhandagentur müsste das BIA eigentlich die Interessen der Indianer bei der US-Regierung vertreten.
Abschließend schlug der Bericht an Stelle der bisherigen Assimilations-Philosophie eine Politik des kulturellen Pluralismus vor.
1932 setzte US-Präsident Herbert C. Hoover den bisherigen Vertreter einer Menschenrechtsorganisation für die Indianer (American Indian Defense Association), John Collier, als neuen Verantwortlichen für Indianerangelegenheiten (Commissioner of Indian Affairs) ein. Dieser leitete einige Änderungen ein. Die Religionsfreiheit wurde wieder gewährt. Die Schüler der Boarding Schools wurden vom Zwang befreit, die christliche Religion anzunehmen. Der Verkauf von Landparzellen wurde gestoppt.
Collier arbeitete einen Gesetzesvorschlag aus, der wesentliche Änderungen der Indianerpolitik vorsah. Ein neues Gesetz, der Indian Reorganization Act, sollte etliche Maßnahmen enthalten, die darauf abzielten, die politische, wirtschaftliche und kulturelle Eigenständigkeit der Indianer zu betonen.
So sollten Indianer zukünftig selbst eine lokale Regierung organisieren und ökonomische Unternehmen bilden dürfen. Der Verkauf von Landparzellen war bereits gestoppt worden. Zusätzlich sollten nun bereits getätigte Parzellierungen rückgängig gemacht und das Land wieder tribal kontrolliert werden. Land, das noch nicht an Weiße verkauft worden war, sollte dem entsprechenden Stamm zurückgegeben werden. Des Weiteren sollte die Ausbildung der indianischen Kinder indianische Werte und Traditionen umfassen. Ein Fonds von jährlich zwei Millionen Dollar sollte zum Rückkauf von Land für die Indianer verwendet werden. Und die Indianer sollten über ein eigenes Gericht verfügen können.

## Kritik
Colliers Vorschlag stieß sowohl beim Kongress wie auch bei den Indianern auf Kritik. Viele Indianer weigerten sich, ihre Parzellen zurückzugeben. Collier strich diesen Passus aus dem Gesetzestext und fügte ihm einen Absatz an, wonach jeder Stamm Referendumsrecht gegen die Annahme dieses Gesetzes hatte. Dem Kongress seinerseits missfiel insbesondere der Einbezug der indianischen Kultur in die Ausbildung der Boarding Schools und die Schaffung eines indianischen Gerichtes. So wurde das Gesetz weiter abgespeckt und am 18. Juni 1934 von der Regierung verabschiedet.

## Folgen
Obwohl massiv abgeschwächt, brachte das Gesetz umfangreiche Änderungen für die Indianer. Grundsätzlich wurde die Souveränität der Stämme gesichert. Sie konnten Stammesregierungen einsetzen und hatten wieder bessere Kontrolle über ihre Reservate. Daneben war die Landzerstückelung gestoppt. Mit den von der Regierung versprochenem Geldern kauften die Indianer während der Zeit des IRA 12.800 km² (rund 3,1 Millionen acres) Land zurück; während der Parzellierungszeit ging den Indianern ungefähr 90 Millionen acres (364.000 km²) verloren. Wirtschaftliche Unternehmen wie Viehzucht oder Herstellung von Kunsthandwerk in den Reservaten wurden gefördert, etliche Boarding Schools durch Tagesschulen ersetzt.
Viele Stämme waren aber keine Freunde des IRA. Ihre Zweifel resultierten aus dem mangelnden Vertrauen in die US-Regierung aufgrund der vielen nicht eingehaltenen Verträge der Vergangenheit. Sie befürchteten eine Machtsteigerung der staatlichen Bürokratie statt einer neuen Selbstbestimmung der Stämme. Andere wiederum sahen im IRA eine Chance für eine positivere Zukunft. So kam es, dass in den USA (exklusiv Alaska) 127 Stämme den IRA annahmen und 143 Stämme ihn ablehnten.
Die Machtfülle des BIA und deren Missbrauch war Collier schon immer ein Dorn im Auge. 1943 wagte er einen Vorstoß, um das BIA von seinen wichtigsten Aufgaben zu befreien. Er scheiterte. Als Folge dieser Niederlage trat er im Januar 1945 von seinem Posten als Verantwortlicher für Indianerangelegenheiten zurück.
Siehe auch: Indianerpolitik der Vereinigten Staaten, General Allotment Act, Termination, Indian Self Determination Act